# Prestonia solanifolia
Prestonia solanifolia är en oleanderväxtart som först beskrevs av Müll.Arg., och fick sitt nu gällande namn av Robert Everard Woodson. Prestonia solanifolia ingår i släktet Prestonia och familjen oleanderväxter. Inga underarter finns listade i Catalogue of Life.